# فهرست موسیقی‌دانان اهل نروژ
این یک فهرست از موسیقی‌دانان و گروه‌های موسیقی اهل نروژ است که از سرشناسی کافی برای داشتن مقاله در ویکی‌پدیا برخوردارند. سبک موسیقی آن‌ها در مقالات مرتبط با هر یک از آنان آمده‌است.

## آکوستیک و فولک
- ماری بوینی
- سیکرت گاردن

## الکترونیکا و سبک‌های مشابه
- الور
- امتیستیوم
- بل کانتو
- تاد تریج
- رویکساپ
- مارگارت برگر

## پاپ و راک
- آ-ها
- آسترید اس
- آن برون
- آنجلینا جردن
- آنلی درکر
- آنیه لیلیا
- آورورا
- الکساندر ریباک
- بابی ساکس
- تریه ریپدال
- تیکس
- جولی برگان
- ددریک سولی-تانگن
- دیا خان
- سوزان ساندفور
- سوزانا والومرد
- سیسیل شیرشیبه
- سیگرید
- سیلیه نرگارد
- کتیل بیورنشتاد
- کیت هاونویک
- لنه مارلین
- مادروگادا
- ماریا منا
- ماریا هاکاس میتت
- ماقیت لارسن
- مگن فروهولمن
- مورتن هارکت
- نورا نور
- یان بانگ

## جاز
- آنی-فرید لونگستاد
- تریه ریپدال
- یان گاربارک

## دی‌جی‌ها
- آلن واکر
- کیگو

## رپ و هیپ هاپ
- استلا اموانگی
- مدکن

## موسیقی سنتی نروژ
- شینیکا لانگلند
- ماری بوینی

## کلاسیک
- ادوارد گریگ
- اله بول
- اوله ادوارد انتونسن
- لیف اووه آندسنس

## متال
- الور (بلک متال/الکترونیک/تجربی)
- ایمورتال (بلک متال)
- برزم (بلک متال/امبینت)
- تاکه (بلک متال)
- ثیتر آو ترژدی (دوم متال/گوتیک/اینداستریال راک)
- دارک‌ثرون (بلک متال)
- دیمو بورگیر (سمفونیک بلک متال/اکستریم متال سمفونیک)
- ستریکن (بلک متال)
- شودر (بلک متال)
- گرین کارنیشن (دث متال/پراگرسیو متال)
- گورگوروث (بلک متال)
- میهم (آوانگارد/بلک متال)